# Route 510 (Nouveau-Brunswick)
Pour les articles homonymes, voir Route 510.
La route 510 est une route locale du Nouveau-Brunswick située dans le nord-est de la province, à l'ouest-nord-ouest de Bouctouche. Elle mesure 19 kilomètres et est pavée sur toute sa longueur.

## Tracé
La 510 est parallèle à la route 470 et à la rivière Richibucto, qu'elle suit sur tout son parcours.
La route 510 débute à Fords Mills, sur la 470, puis elle rejoint directement la rivière Richibucto en se dirigeant vers le nord jusqu'à Browns Yard, puis elle suit la rivière en se dirigeant maintenant vers le nord-est en traversant Targettville et Lower Main River, puis elle se termine à Mundleville, sur la route 470, environ 8 kilomètres au sud-ouest de Rexton. 

## Intersections principales
| route 510       |             |    |                                            |                                |
| Comté           | Location    | km | Intersection/Destinations                  | Notes                          |
| Comté de Kent   | Fords Mills | 0  | R-470, vers R-465, Coal Branch, Pine Ridge | extrémité ouest de la 510      |
| Comté de Kent   | Browns Yard | 3  | R-490 sud, Pine Ridge, McLean Settlement   | Début du multiplex avec la 490 |
| Comté de Kent   | Browns Yard | 4  | R-490 nord, Bass River                     | fin du multiplex avec la 490   |
| Comté de Kent   | Mundleville | 19 | R-470, West Branch, Rexton                 | extrémité est de la 510        |
| Vert: Multiplex |             |    |                                            |                                |